# Xingshan Weikuan
Xingshan Weikuan (chiń. 興善惟寬, pinyin Xìngshàn Wéikuān; kor. 흥선유관 Hŭngsǒn Yugwan; jap. Kōzen Igan; wiet. Hưng Thiện Duy Khoan; ur. 755, zm. 817) – chiński mistrz chan szkoły hongzhou, uczeń mistrza chan Mazu Daoyi.

## Życiorys
Pochodził z Xin’anu w Quzhou (w dzisiejszej prow. Zhejiang). Rodzinnym nazwiskiem było Zhu.
W wieku 12 lat został nowicjuszem. Studiował wtedy teksty Winai oraz teksty i doktryny szkół mahajany. Opanował także nauki szkoły tiantai, a szczególnie jej typ medytacji zwany zhiguan, będący odpowiednikiem sanskryckiego terminu śamatha-vipaśyanā. Mnisie wskazania otrzymał w 778 r. w wieku 23 lat. Prawdopodobnie mniej więcej w tym czasie został uczniem mistrza Mazu w klasztorze Kaiyuan i pozostał w Hongzhou w ostatniej dekadzie życia mistrza.
W 790 r., wkrótce po śmierci Mazu, Weikuan przeniósł się w okolicę Minyue (co odpowiada dziś północnej części prow. Fujian i południowej części prow. Zhejiang). Był to początek jego wędrownego stylu życia. Stamtąd udał się w 791 r. do Huiji (w prow. Zhejiang), następnie do powędrował do Poyang (w Jiangxi) w 792 r. Do klasztoru Szaolin na górze Song dotarł w 797 r. W 805 r. przebywał w klasztorze Weiguo, a w klasztorze Tiangong (w Hongzhou) w 806 r.
W 809 r. cesarz Xianzong zaprosił Weikuana do stolicy w celu nauczania na dworze cesarskim. Po przybyciu do Chang’anu Weikuan zatrzymał się w klasztorze Anguo, który był jednym z największych klasztorów stolicy. W 810 r. otrzymał zaproszenie do wykładów dla cesarza w hali Linde, gdzie wcześniej wykładał Ehu Dayi.
Później mistrz przeniósł się do klasztoru Xingshan (810 r.), w którym pozostał do swojej śmierci. Ponieważ klasztor ten, tak jak Anguo, należał do największych klasztorów Chang’anu oraz położony był we wschodniej dzielnicy miasta – Weikuan znajdował się w centrum religijnego życia stolicy. W ciągu swojego 8-letniego pobytu w tym mieście Weikuan przyciągnął wielką liczbę mnichów i ludzi świeckich do praktyki. Wkrótce stał się wiodącym nauczycielem chanu w stolicy. Według inskrypcji Bai Juyi, który został jego uczniem w 814 r., mistrz miał ponad 1000 uczniów, z czego 39 osiągnęło oświecenie.
Przyczyną, że przyciągnął tak wielką liczbę uczniów, było jego świetne wykształcenie, charyzma oraz – według wiary jego uczniów i opinii publicznej – jego umiejętność czynienia cudów. Był także znany z działalności charytatywnej itp. Nie był postacią rewolucyjną. Zapis jego pierwszej rozmowy z Bo Juyi ukazuje go jako konserwatywnego propagatora doktryny chanu, chociaż jego wypowiedzi nie różnią się od wypowiedzi nawet samego mistrza Mazu.
Jego kariera w Chang’anie pomogła umocnić pozycję szkoły hongzhou jako wiodącej siły ruchu chan. Prawdopodobnie to on wystarał się o honorowy pośmiertny tytuł dla mistrza Mazu. Ta teza jest wzmacniana przez to, że Weikuan i Zhangjing Huaihui nadzorowali budowę stupy pamiątkowej dla Nanyuego Huairanga, nauczyciela Mazu, który był całkowicie tajemniczą osobą, o której niewiele wiedziano.
Również i sam Weikuan został nagrodzony pośmiertnym tytułem. Z tekstu na steli Xitanga Zhizanga wynika, że tak jak Xitang, tak i Weikuan był traktowany jako główny uczeń Mazu, a dzięki ich wysiłkom jego nauki zostały rozpropagowane tak na południu, jak i na północy.
Weikuan – obok Dayi i Huaihui – należy do tych mistrzów chan, którzy najbardziej rozwinęli nauki szkoły hongzhou w Chang’anie, a tym samym spowodowali jej uznanie za główną, ortodoksyjną szkołę chanu.

## Linia przekazu
Pierwsza liczba oznacza liczbę pokoleń mistrzów od 1 Patriarchy indyjskiego Mahakaśjapy.
Druga liczba oznacza liczbę pokoleń od 28/1 Bodhidharmy, 28 Patriarchy Indii i 1 Patriarchy Chin.
- 33/6. Huineng (638–713)
  - 34/7. Nanyue Huairang (677–744)
    - 35/8. Mazu Daoyi (709–788) szkoła hongzhou
      - 36/9. Xingshan Weikuan (755–817)